# William Douglas (8e comte de Douglas)
William Douglas (vers 1425 – 22 février 1452), 8e comte de Douglas et 2e comte d'Avondale, est un baron écossais.

## Biographie
Il est le fils aîné de James Douglas († 1443), 7e comte de Douglas et 1er comte d'Avondale, et de Beatrix Sinclair, fille d'Henri Sinclair, comte d'Orkney. Il succède à son père en 1443, à la mort de celui-ci. En 1430, il est adoubé chevalier par le roi Jacques Ier, en même temps que deux fils de ce dernier.
Bien qu'ayant épousé Margaret Douglas de Galloway la sœur de ses deux cousins assassinés, il s'allie avec Alexandre Livingstone, l'un de leurs bourreaux, contre l'autre, William Crichton. Pendant huit ans l'Écosse sombre dans l'anarchie: les Douglas, Hepburn, Stuart, Ruthvens, Crawford, Kennedy et Ogilvie se combattent ou s'allient les uns contre les autres de chaque côté du Firth of Forth.   
Pendant cette période, la trêve conclue avec les Anglais se termine et une armée envahit l'Écosse et brûle Dunbar et Dumfries. William Douglas, son frère Hugh, le comte d'Ormond, et leur cousin le comte d'Angus en représailles détruisent Alnwick et Warkworth dans le Northumberland. En octobre 1449 la guerre de frontières entre les Douglas et les Percy reprend et les Anglais sont mis en déroute à Sark près de Gretna. Bien que Livingstone conserve nominalement le titre de régent, William Douglas est le seigneur le plus puissant du royaume. 
Ses trois frères, Moray, Ormond et Balvany sont puissants dans le nord-est du pays et leur cousin le comte d'Angus ne l'est pas moins. Finalement William Douglas se révolte contre le pouvoir royal avec Jean II MacDonald et Alexandre Lindsay, 4e comte de Crawford. Invité par Jacques II à un repas, il refuse de rompre avec ses alliés et le roi furieux le poignarde au cou le 22 février 1452.
À sa mort sans héritier de son union avec sa cousine Margaret Douglas de Galloway, son frère James Douglas lui succède.